# Janie Shores
Pour les articles homonymes, voir Shores.
Janie Ledlow Shores née le 30 avril 1932 et morte le 9 août 2017 est une juriste et juge américaine. Elle est juge à la Cour suprême de l'Alabama de 1974 à 1999. En 1993, sa candidature à la Cour suprême des États-Unis a été envisagée par Bill Clinton.

## Biographie

### Enfance et formation
Originaire du comté de Butler, en Alabama, Shores grandit dans le comté de Baldwin, en Alabama. Elle étudie au Judson College et obtient un baccalauréat de l'Université Samford. Elle est diplômée en droit de l'Université de l'Alabama en 1959 et obtient une maître en droit de l'Université de Virginie en 1992.

### Carrière professionnelle
Après ses études de droit, Shores exerce le droit à Selma et fait partie du personnel juridique de la compagnie d’assurance-vie Liberty National de 1961 à 1965. En 1965, elle devient la première professeure de droit à plein temps de l'Alabama en étant embauchée par la Cumberland School of Law de Birmingham.

### Juge à la Cour Suprême de l'Alabama
En 1974, Shores se présente comme candidate démocrate à la Cour Suprême de l’Alabama et devint la première femme à être élue à ce tribunal. Elle déclare au Birmingham News le 29 mars 1995 : "J'espère qu'il a été démontré à présent que les femmes peuvent occuper ces postes et être élues en Alabama, et j'espère avoir eu un petit rôle à jouer pour que les femmes sachent que c'est possible".

### Désignation envisagée à laCour suprême des États-Unis
En 1993, après l'annonce de la démission du juge assesseur de la Cour suprême des Etats-Unis Byron White, le président Bill Clinton aurait souhaité nommer Mario Cuomo, gouverneur de New York, pour le remplacer mais ce dernier annonce refuser cette proposition. Bill Clinton aurait alors examiné la possibilité de nommer Shores à la Cour suprême. Cependant, son manque de notoriété dans les cercles juridiques de Washington et le fait que ses positions sur les questions constitutionnelles soient inconnues ont fait renoncer le président Clinton au profit de la candidature de Ruth Bader Ginsburg.

### Fin de carrière et retraite
En janvier 1995, elle est nommée par le président Bill Clinton à l'Institut de justice d'État, une entité privée à but non lucratif qui apporte un soutien financier aux projets visant à améliorer l'administration et la qualité des tribunaux de l'État.
Elle ne se représente pas aux élections de 1998 et termine sa carrière en janvier 1999. Elle exerce comme juge surnuméraire jusqu'en 2001, date à laquelle Roy Moore, président de la Cour suprême de l'Alabama, la remplace par le juge à la retraite Hugh Maddox.
En 2004, elle fait partie d'une Cour suprême spéciale, tirée au sort parmi un groupe de juges retraités restés en activité, chargée d'examiner la décision d'évincer Moore de la présidence de la Cour. Par sept voix contre zéro, cette juridiction a décidé de ne pas réintégrer Moore.

### Mort
Elle est morte le 9 août 2017 à l'âge de 85 ans des suites d'un accident vasculaire cérébral.